# Complex Instruction Set Computer
Complex Instruction Set Computer (CISC; engl. für Rechner mit komplexem Befehlssatz) ist ein Designkonzept für Computerprozessoren. Die Bezeichnung ist ein Retronym, das mit Einführung der RISC-Prozessoren geprägt wurde.
Es bezeichnet hierbei üblicherweise wie die Befehle, die einem Programmierer oder Compiler zur Verfügung stehen, wenn ein Programm für einen Prozessor erstellt wird, vom Prozessor abgearbeitet werden. Dabei geht es um die Frage, ob die Befehle von dem Prozessor innerhalb von einem Prozessorzyklus ausgeführt werden, oder ob sie mehrere Zyklen benötigen. CISC bietet hierbei dem Programmierer mächtigere und komfortablere Befehle, die vom Prozessor in der Regel aber nicht in einem Zyklus bearbeitet werden können. RISC bietet dagegen nur solche Befehle an, die in einem Zyklus abgearbeitet werden können.

## Entwicklung
Anfänglich wurden die Befehlssätze der Prozessoren immer umfangreicher, um auch komplexere Rechenschritte „auf einmal“ mit nur einem Maschinenbefehl ausführen zu können, um dadurch schneller und leistungsfähiger zu werden. Zugleich wurde dadurch jedoch auch der Prozessor komplex und schwierig weiterzuentwickeln – und auch schwieriger zu programmieren. Viele Hersteller setzten zunächst auf die Mikroprogrammierung der Rechenwerke, um Problemfälle leichter korrigieren zu können – dennoch nahm die Komplexität immer weiter zu.
Die Bezeichnung CISC wurde in den 1970er Jahren von IBM gewählt, um klassische Befehlssätze von einer neuartigen Form abzugrenzen, dem Reduced Instruction Set Computer (RISC). Ein CISC-Befehlssatz zeichnet sich durch viele verhältnismäßig mächtige Einzelbefehle aus, wohingegen RISC zugunsten einer hohen Ausführungsgeschwindigkeit und eines niedrigeren Decodieraufwands weitgehend auf komplexe Befehle verzichtet.
CPUs mit CISC-Befehlssatz waren lange Zeit mikroprogrammiert. Heute findet man kaum noch mikroprogrammierte CISC-CPUs. Ab dem Pentium Pro verfügen die Intel-Prozessoren über eine vorgeschaltete Funktionseinheit, die komplexe Befehle in RISC-ähnliche einfache Befehle übersetzt, die ein RISC-ähnlicher CPU-Kern dann ausführt. Je nach Hersteller und CPU werden diese Einheiten ROP, Micro-Op oder µOp genannt.
Beispiele für CPUs mit CISC-Befehlssatz sind der Intel 8086, der Intel 80386, der Motorola 68000, der Zilog Z80 und die CPUs der System-z-Reihe von IBM.
Spätere Intel-Prozessoren per Pentium-Reihe stellen in gewisser Weise eine Mischform dar, da sie dem Programmierer (oder Compiler) zwar nach außen komplexe Instruktionen zur Verfügung stellen, diese aber intern in RISC-Instruktionen umsetzen und so die interne tatsächliche Abarbeitung auf RISC-Prinzipien beruht.